# Victoria Atkins
Ne pas confondre avec l'actrice Victoria Atkin.
Victoria Atkins est une femme politique britannique née le 22 mars 1976 à Londres. Membre du Parti conservateur, elle est élue députée de la circonscription de Louth and Horncastle lors des élections générales de 2015. Elle est ministre de la Santé du 13 novembre 2023 au 5 juillet 2024 dans le gouvernement Sunak.

## Biographie
Avocate (barrister) de profession, Victoria Mary Atkins est née le 22 mars 1976 à Londres. Elle est la fille de Robert Atkins, qui est député conservateur au Parlement britannique de 1979 à 1997, puis député au Parlement européen de 1999 à 2014 et de Dulcie Atkins, conseillère municipale conservatrice. On lui diagnostique un diabète de type 1 à l'âge de trois ans. Atkins reçoit une éducation privée à l'Arnold School, une école mixte indépendante située à Blackpool, dans le Lancashire. Elle étudie le droit au Corpus Christi College de Cambridge.
Atkins est admise au barreau (Middle Temple) en 1998. Elle travaille comme avocate dans le domaine de la fraude à Londres.